# درجازا

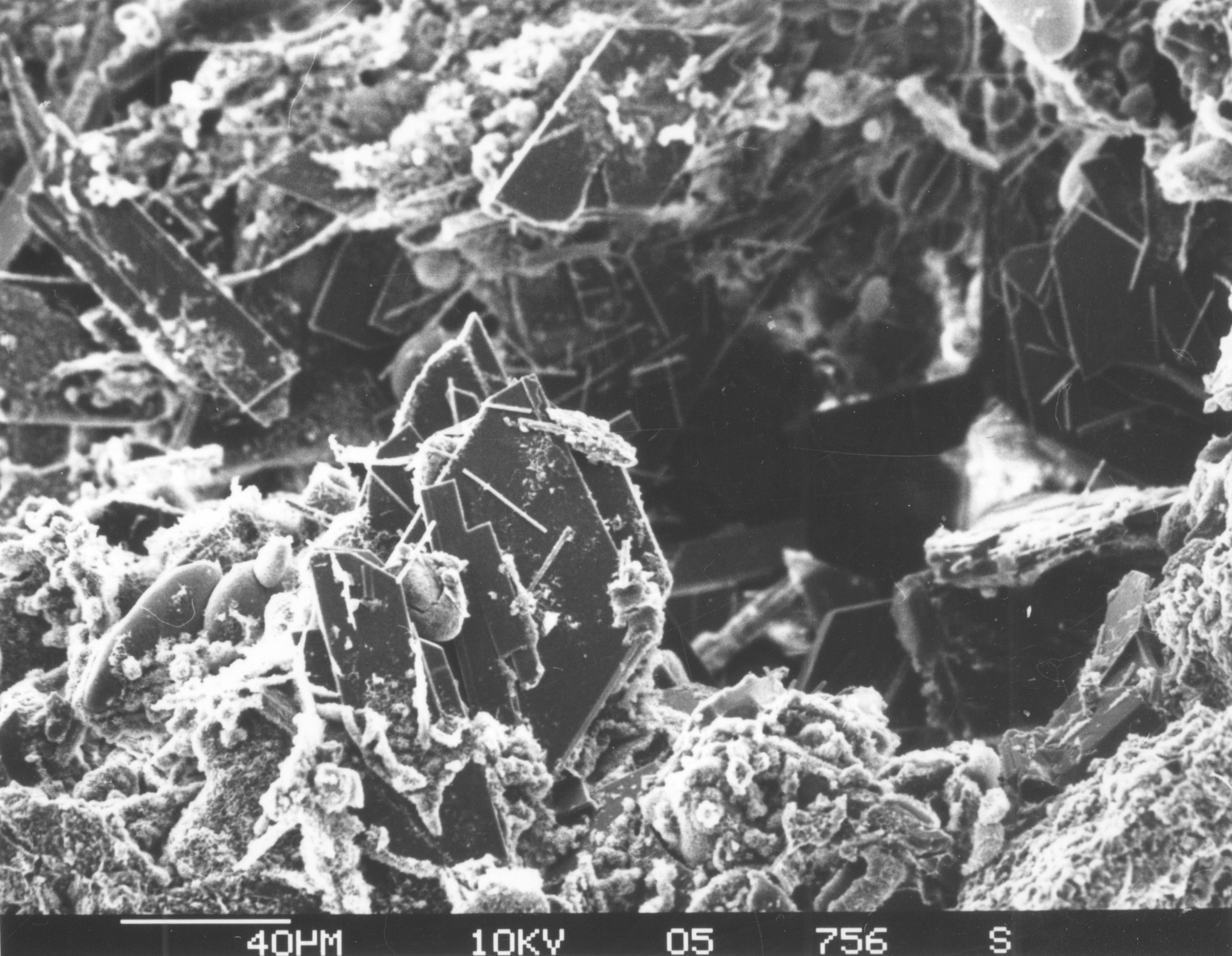

رسوبات درجازا (نام علمی: Authigenesis) به رسوباتی گفته می‌شود که در همان محلی که یافته یا مشاهده شده تشکیل یافته بوده‌است.
ته‌نشست‌های اعماق دریاها بیشتر از رسوبات درجازا هستند.